# Altengernagy
Az altengernagy a szárazföldi haderők altábornagyi rendfokozatának felel meg. A vitorlás flották korában az altengernagy vezette az előhadat és a tengernagy helyettese volt. Rendfokozati jelzése, a karpaszományon egy széles aranysáv, felette két keskeny aranysáv a felsőn hurokkal, vagy két sáv és felette egy arany ötágú csillag.